# Joseph de Maistre
Joseph-Marie, conde de Maistre (Chambéry, 1 de abril de 1753-Turín, 26 de febrero de 1821), teórico político y filósofo saboyano, máximo representante del pensamiento reaccionario, opuesto a las ideas de la Ilustración tardía y la Revolución francesa. Escribió sus obras en francés.
Realizó estudios de derecho en Turín, antes de convertirse en miembro del tribunal de justicia (Senado) de Saboya e ingresó en 1774 en la Logia de los Tres Morteros de Chamberí, dependiente de la Gran Logia de Inglaterra,mas debido a no quedar satisfecho con dicha logia, se pasó en 1778 a la recién creada Logia de la Perfecta Sinceridad, dependiente de la Reforma Escocesa escindida de la Masonería inglesa hacia 1735. Tras ser ocupada esta provincia por las tropas francesas en 1793, buscó refugio en Lausana, pero cuatro años más tarde el Directorio francés logró que fuera expulsado de territorio suizo, donde había llevado a cabo una intensa actividad contrarrevolucionaria. Marchó de nuevo a Turín, y el rey de Cerdeña, Carlos Manuel IV, le nombró ministro plenipotenciario en San Petersburgo, donde fue consejero en la sombra del zar Alejandro I. Permaneció en dicho cargo desde 1802 hasta 1817, año en que regresó a Turín, donde residió hasta su muerte.
Editó el Viaje alrededor de mi habitación, obra de su hermano Xavier de Maistre, considerada hoy un clásico de la literatura en lengua francesa.

## Pensamiento de Joseph de Maistre
Profundamente influido por el pensamiento de Jakob Böhme, Louis Claude de Saint-Martin y Emanuel Swedenborg, Joseph de Maistre se alzó contra la que consideraba “teofobia del pensamiento moderno”, que se había desprovisto de toda referencia a la Providencia divina como elemento explicativo de los fenómenos de la naturaleza y la sociedad. Puso a Dios en el centro de todas sus doctrinas, afirmando que el Creador se manifiesta de forma misteriosa, especialmente a través de los milagros, a los cuales el hombre debe responder con la oración (Veladas de San Petersburgo, 3 vols., 1821). Opuesto a las tesis de René Descartes y Nicolás de Malebranche, sostuvo que la razón humana no debe intentar entender el orden divino, y que aunque pudiera discernir en su plenitud, dado que la perfección de la especie humana desapareció tras el pecado original. En Plan para un nuevo equilibrio de Europa (1798) desarrolló la idea según la cual el hombre es culpable de hacer que la historia deviniera en el mal universal.
La filosofía política de Joseph de Maistre parte del principio de que la justicia no puede ser vencida, como prueba la muerte de Jesucristo, el justo por excelencia. Su principal obra política, Consideraciones sobre Francia (1797), presenta a la Revolución francesa (sujeto central de sus reflexiones) como un acontecimiento satánico y “radicalmente malo”, tanto por sus causas como por sus efectos. Enemigo declarado, al igual que el filósofo británico Edmund Burke, de las ideas propugnadas por la Ilustración, condenó igualmente la democracia, por ser causa de desorden social, y se mostró firme partidario de la monarquía hereditaria. 
Para de Maistre, todo intento de justificar un gobierno en el terreno de lo racional solo conduce a disputas irresolubles sobre la legitimidad y necesidad de toda forma de gobierno existente, conduciendo esto a su vez a la violencia y el caos. Como resultado, de Maistre argumentaba que la legitimidad de un gobierno ha de estar basada en lo convincente pero no-racional, cuyos sujetos no puedan cuestionar.
Este conservadurismo añade a la religión y al poder espiritual infalible del Papa una función fundamental: liderar la lucha contra la decadencia histórica a que se dirige la humanidad (Sobre el Papa, 1819).
Publicó una obra en defensa de la Inquisición española, que fue traducida al español en 1819 con el título Cartas a un caballero ruso sobre la Inquisición española.
Es el creador de la célebre frase cada Nación tiene el gobierno que se merece.

## Influencia enGuerra y Pazde Tolstói
Isaiah Berlin investigó la influencia de Joseph de Maistre en el pensamiento y la redacción de Guerra y Paz de Lev Tolstói, lo expuso en su ensayo El erizo y el zorro. A su vez Berlin escribió un ensayo titulado Joseph de Maistre y los orígenes del fascismo en el cual comenzó a trabajar en la década de 1940, pero posteriormente fue rechazado por la prestigiosa revista académica Journal for the History of Ideas en los 60. El texto permaneció inédito hasta que vio la luz en 1990. Recientemente fue publicado en castellano en 2021.

## Obras

### En Francés
- Joseph de Maistre: Œuvres, Pierre Glaudes (dir.) (Paris: Robert Laffont, 2007).
- Nobilis Ioseph Maistre Camberiensis ad i.u. lauream anno 1772. die 29. Aprilis hora 5. pomeridiana (Turin, 1772)
- Éloge de Victor-Amédée III (Chambéry, 1775)
- Lettres d'un royaliste savoisien à ses compatriotes (Lausanne, 1793)
- Étude sur la souveraineté (1794-1797, post.).
- Lettre de Jean-Claude Têtu, maire de Montagnole, distict de Chambéry, à ses chers concitoyens, les habitants du Mont Blanc. (Chambéry). Chez Gorin père et fils, imprimeurs du département. 1795 (15 p.).
- De l'État de nature ou Examen d'un écrit de Jean-Jacques Rousseau sur l'inégalité des conditions (1795).
- Considérations sur la France (Londres [ Bâle ], 1796).
- Intorno allo stato del Piemonte rispetto alla carta moneta (Turin, Aoste, Venise, 1797-1799)
- Essai sur le principe générateur des constitutions politiques (Saint-Petersbourg, 1814).
- Du Pape (Lyon, 1819, 2 volumes. Ecrit avec la collaboration importante de Guy-Marie de Place.)
- De l'Église gallicane dans son rapport avec le Souverain Pontife pour servir de suite à l'ouvrage intitulé Du Pape (Paris-Lyon, 1821, post.).
- Les Soirées de Saint-Pétersbourg ou Entretiens sur le gouvernement temporel de la Providence, suivies d'un Traité sur les Sacrifices, édit. Rodolphe de Maistre, J.B.Pélagaud et Cie, imprimeurs-libraires. (Lyon etParis), 1821, 2 vol. post.).
- Lettres a un gentilhomme russe sur l'inquisition espagnole, édit. Rodolphe de Maistre (Paris, 1822, post.).
- Examen de la philosophie de Bacon, édit. Rodolphe de Maistre (Paris, 1836, 2 vol. post.).
- Catéchisme de controverse, Seguin Aîné, 1838.
- Lettres et opuscules inédits du comte Joseph de Maistre, édit. Rodolphe de Maistre (Paris, 1853, 2 voll. post.).
- Mémoires politiques et correspondance diplomatique, édit. Albert Blanc (Paris, 1858).
- Œuvres inédites, édit. Charles de Maistre (Paris, 1870, post.)
- Œuvres complètes de Joseph de Maistre (Lyon, 1884-1886, 14 voll.)

### Traducciones
- Del Papa. Madrid: Imprenta de D. José Félix Palacios. 1842. Tomo I 272p y Tomo II 288p.
- De la Iglesia galicana en sus relaciones con el Sumo Pontifice. Madrid: Imprenta de D. José Félix Palacios. 1842. 288p
- Las Veladas de S. Petersburgo ó diálogos sobre el gobierno temporal de la Providencia. Valencia: Imprenta de J. Gimeno. 1832. Tomo I 239p, Tomo II 234p, Tomo III 227p.
- Consideraciones sobre Francia. Fragmentos sobre Francia. Ensayo sobre el principio generador de las constituciones políticas y de las demás instituciones humanas. Buenos Aires: Ediciones Dictio. 1980. 276p
- Estudios sobre la Soberanía. Buenos Aires: Ediciones Dictio. 1978. 200p.
- Consideraciones sobre Francia. Madrid: Tecnos. 1990. 158p